# Blastodiniaceae
Famille
Les Blastodiniaceae sont une famille d'algues Dinoflagellés de l’ordre des Peridiniales. Ce sont des parasites qui vivent dans l'intestin des copépodes planctoniques marins des océans et des eaux côtières du globe.

## Étymologie
Le nom vient du genre type Blastodinium, formé du préfixe blast, « embryon ; germe ; rejeton », du suffixe -din-, préfixe de « dinoflagellé », et de la désinence latine ium, « relatif à ». Blast fait référence à la vie en parasite de cet organisme. En effet ces dinoflagellés vivent en parasite sur divers genres de copépodes, notamment Scolecithrix (war), Corycaeus et Oithona.

## Liste des genres
Selon AlgaeBase (9 janvier 2022)
- Blastodinium Chatton, 1906